# Galantis
Galantis je švédský diskžokej Christiana Karlssona. Dříve bylo duo, V letech 2012–2021 byl také Linus Eklöw. Skladby spolu začali skládat v roce 2012 ve Stockholmu. Duo dosáhlo mezinárodního úspěchu se svým singlem z roku 2014 s názvem „Runaway (U & I)“. Své jméno si také proslavili na singlu „Peanut Butter Jelly„ a "No Money". 

## O skupině

### Členové

#### Christian Karlsson
Christian Karlsson se narodil 20. září 1976. Byl součástí hudebních skupinách, jako je Bloodshy & Avant a Miike Snow. Karlsson napsal a produkoval písně pro Katy Perry, Britney Spears, Jennifer Lopez, Kylie Minogue a Madonna. Je také zakládajícím členem švédské umělecké kolekce a nahrávací společnosti Ingrid.

#### Linus Eklöw
Linus Eklöw se narodil 29. srpna 1979. Je také známý pod jménem jako Style of Eye. Napsal a produkoval píseň " I Love It " pro Charli XCX. Vyzkoušel mnoho hudebních stylů, od techna až po house. Po vyrůstání v rodině, která měla ráda v jazz a soul, hrál ve věku 10 let drumkit. Eklöw přešel k elektronické hudbě poté, co dostal svůj první počítač ve věku 15 let.

## Kariéra

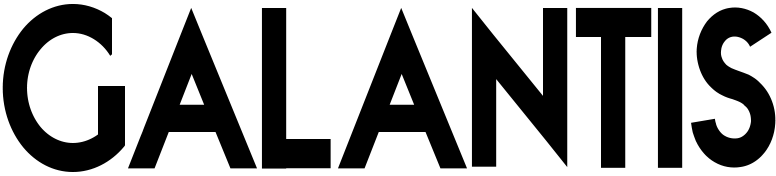
Logo

Duo se nejprve setkalo náhodně, a to v Karlssonovém hudebním studiu Robotberget ve Stockholmu v roce 2007. V roce 2009 Karlssonova skupina Miike Snow požádala Eklöwa, který produkoval a byl DJ pod jménem Style of Eye, aby zremixoval jejich píseň "Animal". Poté se oba začali společně ve studiu povídat, hráli si navzájem písně a vymýšleli nápady. Nakonec se v roce 2012 společně se švédským producentem DJem Carli vytvořili Galantis. Trio vydalo dvě písně "Raveheart" a "Tank". Krátce poté DJ Carli odchází ze skupiny.
V polovině roku 2013 podepsali smlouvu s nahrávajícími studii Big Beat Records a Atlantic Records. Při nahrání ve studiu na švédském souostroví v Baltském moři se duo soustředilo na jejich umělecké směřování. Jejich první singl s Big Beat Records "Smile" byl spuštěn v listopadu a kontroverzní klip měl premiéře na Stereogumu. "Smile" obdržel remixy od různých umělců, jako například od Kaskade.
V klipu "Smile" byl poprvé uveden Seafox, vytvořeným umělcem Matem Maitlandem. Seafox se objevuje ve všech jejich videích, na obalech a dokonce i v živé show a stává se jejich maskotem. V únoru vydávají svůj druhý singl "You".
Galantis získal mezinárodní úspěch se svým singlem "Runaway (U & I)", který debutoval 5. října 2014. Píseň se následně dostala na vrchol globálních a amerických virálních map Spotify a stala se špičkovou skladbou Spotify v Nizozemsku, Belgii a Finsku. V USA byla na prvním místě na grafu Billboard Emerging Artists.
Galantis vydal jejich debutový album Pharmacy 8. června 2015. Kromě "Runaway (U & I)" tam jsou písně jako "Peanut Butter Jelly", "Firebird", "Gold Dust" a "In My Head".
Dne 1. dubna 2016 vydali singl "No Money", který se stal jejich prvním singlem, který debutoval na americkém Billboard Hot 100. Dne 5. srpna 2016 vydali samostatný singl "Make Me Feel" pro soundtrack k původnímu filmu XOXO od společnosti Netflix. Dne 30. září 2016 vydali Galantis a Hook N Sling společný singl "Love on Me".
Dne 16. února 2017 vydali singl "Rich Boy" a 5. května 2017 vydali píseň "Hunter".

## Diskografie
- Pharmacy (2015)
- The Aviary (2017)
- Church (2020)
- Rx (2024)

#### Profily
- Galantis – oficiální stránka (anglicky)
- Galantis na YouTube